# Sebastian Scheel (Maler)
Sebastian Scheel (auch Schel oder Schöll; * um 1480; † 1554 in Innsbruck) war ein Maler, der in der ersten Hälfte des 16. Jahrhunderts in Innsbruck tätig war.

## Leben
Sebastian Scheel stammte aus Schwaben und erhielt seine Ausbildung vermutlich in Augsburg oder Ulm. Ab etwa 1508 war er als Hofmaler in Innsbruck tätig. Er schuf Altarbilder, Wappen, Wandmalereien, Landkarten, Befestigungspläne und dergleichen und arbeitete öfters mit Sebold Bocksdorfer und Paul Dax zusammen. Er steht stilistisch am Übergang von der Gotik zur Renaissance.
Im Innsbrucker Stadtteil Dreiheiligen-Schlachthof wurde die Sebastian-Scheel-Straße nach dem Künstler benannt.

## Werke

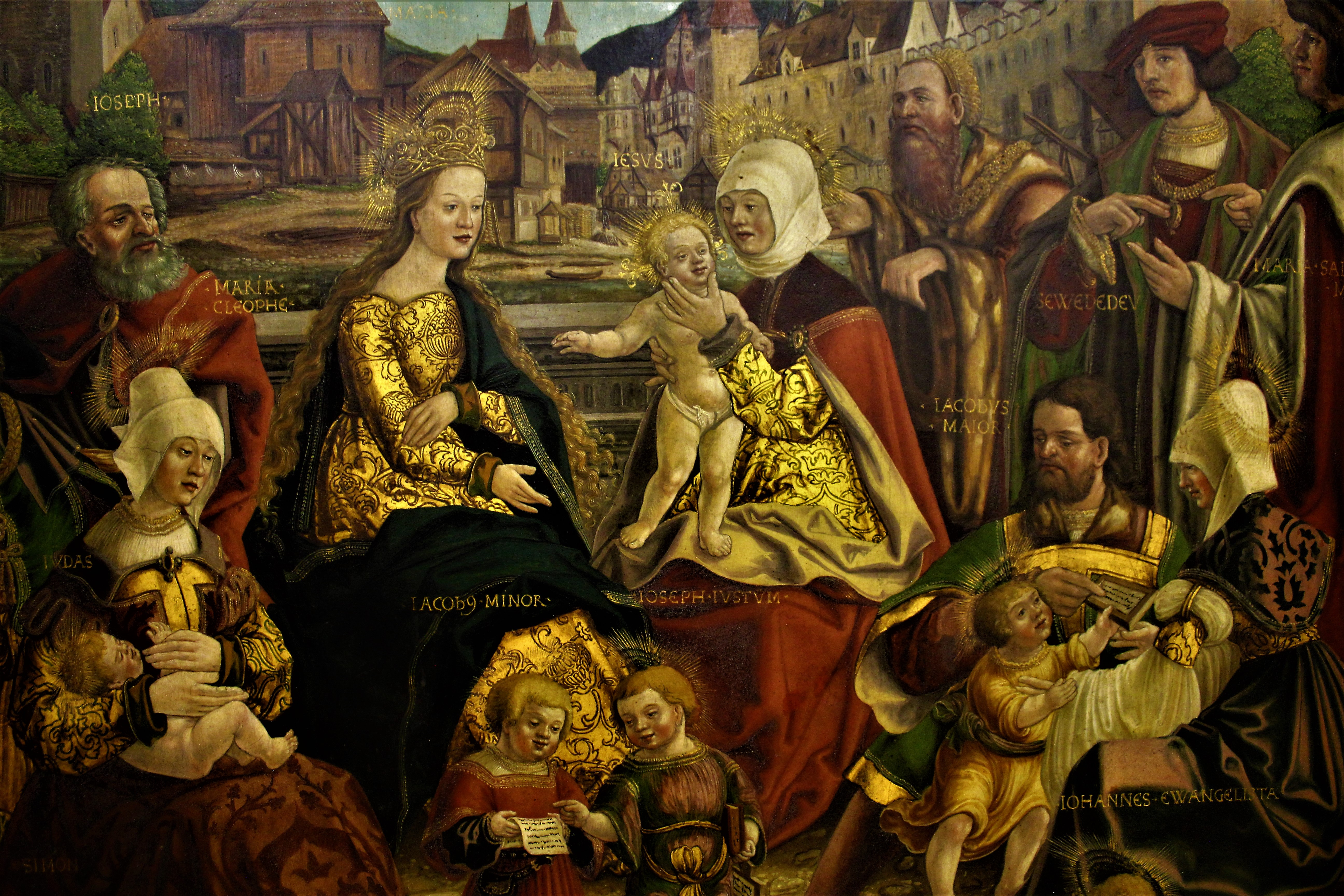
Mittelbild des Annenberger Altars (Ausschnitt)

- Für den Georgsaltar im Schloss Ambras schuf Scheel 1515 die Tafeln mit den heiligen Achatius und Sebastian, die die Gesichtszüge von Karl V. und Ferdinand I. tragen. Die geschnitzte Darstellung des hl. Georg stammt von Sebold Bocksdorfer.[3]
- Der Annenberger Altar entstand 1517 für die Kapelle von Schloss Annenberg im Vinschgau und befindet sich heute im Tiroler Landesmuseum Ferdinandeum. Er zeigt die Tiroler Adelsfamilie Annenberg als Heilige Sippe in zeitgenössischen Gewändern. Den Hintergrund bildet eine Darstellung von Innsbruck, die zweitälteste Stadtansicht nach der von Albrecht Dürer.[1]